# Tony Richardson
Cecil Antonio Richardson (Yorkshire, 5 de junho de 1928 – Los Angeles, 14 de novembro de 1991) foi um ator, escritor, produtor e diretor inglês.

## Biografia
Começou como produtor da rádio BBC em 1952 e três anos depois criou com John Osborne e George Devine a English Stage Company, que com suas montagens deu origem ao moderno teatro inglês.
No final da década de 1950 eles resolveram investir também no cinema e lançaram o movimento Free Cinema. A estreia de Richardson como diretor de cinema foi em 1958 com "Odeio Essa Mulher".
O grande sucesso dele surgiu em 1963 com "Tom Jones" com o qual ganhou dois Oscar, o de melhor diretor e de melhor produtor. John Osborne, por sua vez, levou o Oscar de Melhor Roteiro (adaptado). A parceria entre os dois durou muitos anos.
Foi casado com a atriz Vanessa Redgrave, entre 1962 e 1967, com quem teve duas filhas: Natasha Richardson, que também é atriz e Joely Richardson.
Como cineasta, Tony Richardson colecionou alguns sucessos mas também muitos fracassos de público e de crítica, embora tenha dirigido alguns dos nomes mais importantes do cinema das últimas décadas. Seu último filme, "Blue Sky" rendeu um Oscar de melhor atriz para Jessica Lange. Morreu em 1991, de complicações da AIDS.

## Filmografia
- 1994 – Blue Sky
- 1990 – Women and Men: Histories of Seduction (televisão)
- 1990 – The Phantom of the Opera (televisão)
- 1988 – Beryl Markham: A Shadow of the Sun (televisão)
- 1986 – Penalty Phase (televisão)
- 1984 – The Hotel New Hampshire
- 1982 – The Border
- 1978 – A Death in Canaan (televisão)
- 1977 – Joseph Andrews
- 1974 – Dead Cert
- 1973 – A Delicate Balance
- 1970 – Ned Kelly
- 1969 – Hamlet
- 1969 – Laughter in the Dark
- 1968 – The Charge of the Light Brigade
- 1967 – Red and Blue
- 1967 – The Sailor from Gibraltar
- 1966 – Mademoiselle
- 1965 – The Loved One
- 1963 – Tom Jones
- 1962 – The Loneliness of the Long Distance Runner
- 1961 – A Taste of Honey
- 1961 – Sanctuary
- 1960 – A Subject of Scandal and Concern (televisão)
- 1960 – The Entertainer
- 1958 – Look Back in Anger
- 1955 – Momma Don't Allow (curta-metragem)
- 1955 – Othello (televisão)

## Prémios e nomeações
- Ganhou o Óscar de melhor Filme, por "Tom Jones" em (1963).
- Ganhou o Óscar de melhor Realizador, por "Tom Jones" em (1963).
- Recebeu uma nomeação ao Globo de Ouro de melhor direção, por "Tom Jones".
- Recebeu duas nomeações ao BAFTA de Melhor Filme, por "Look Back in Anger" em (1958) e "A Taste of Honey" em (1961).
- Recebeu duas nomeações ao BAFTA de Melhor Filme Britânico, por "Look Back in Anger" (1958) e "A Taste of Honey" em (1961); venceu por este último.
- Ganhou o BAFTA de Melhor Argumento/Roteiro - Filme Britânico, por "A Taste of Honey" em (1961).